# Chi Nghiến
Burretiodendron là một chi thực vật có hoa. Theo truyền thống nó được xếp trong họ Tiliaceae, nhưng gần đây nó được APG đưa vào trong họ Malvaceae mở rộng và phần lớn các hệ thống phân loại gần đây nhất đều theo cách phân loại này của APG. Nó chứa một số loài trước đây xếp trong chi Pentace (không có quan hệ quá gần). Vì thế, Parapentace Gagnep. có thể là từ đồng nghĩa của Burretiodendron thay vì là của Pentace.

## Các loài
- Burretiodendron brilletii Kosterm.: Kiêng, quang
- Burretiodendron esquirolii  (H.Lév.) Rehder
- Burretiodendron hsienmu W.Y.Chun & F.C.How: Nghiến, nghiến đỏ, nghiến trứng, kiêng mật, kiêng đỏ. Tuy nhiên, Sách đỏ IUCN tra cứu ngày 31-12-2013 vẫn ghi nhận B. tonkinense là loài khác biệt với B. hsienmu, trong đó B. hsienmu chỉ có ở Trung Quốc (Quảng Tây, Vân Nam)[2] còn B. tonkinense có ở miền bắc Việt Nam và Quảng Tây, Vân Nam[3].
- Burretiodendron kydiifolium Y.C.Hsu & R.Zhuge
- Burretiodendron obconicum W.Y.Chun & F.C.How
- Burretiodendron siamense Kosterm.
- Burretiodendron yunnanense Kosterm.